# Bo Jonsson (regissör)
Bo Sigvard Jonsson, född 30 mars 1939 i Katarina församling, Stockholm, död 10 december 1982 i Sankt Görans församling, Stockholm, var en svensk filmregissör, manusförfattare, författare och poet.
Jonsson studerade vid Svenska filminstitutets filmskola 1965–1967 samt SR/TV:s producentkurs 1968–1969. Han var från 1970 verksam som frilansförfattare och filmare. Jonsson är begravd på Skogskyrkogården i Stockholm.

## Regi och filmmanus
- 1965 – Boxaren
- 1966 – Dokument fångvård
- 1967 – Arvingarna
- 1968 – Revansch i hästar